# 東千代之介
東 千代之介（あずま ちよのすけ、1926年8月19日 - 2000年11月9日）は、日本の俳優・日本舞踊若菜流の家元。
本名、若和田 孝之（わかわだ たかゆき）。東京府出身。

## 略歴

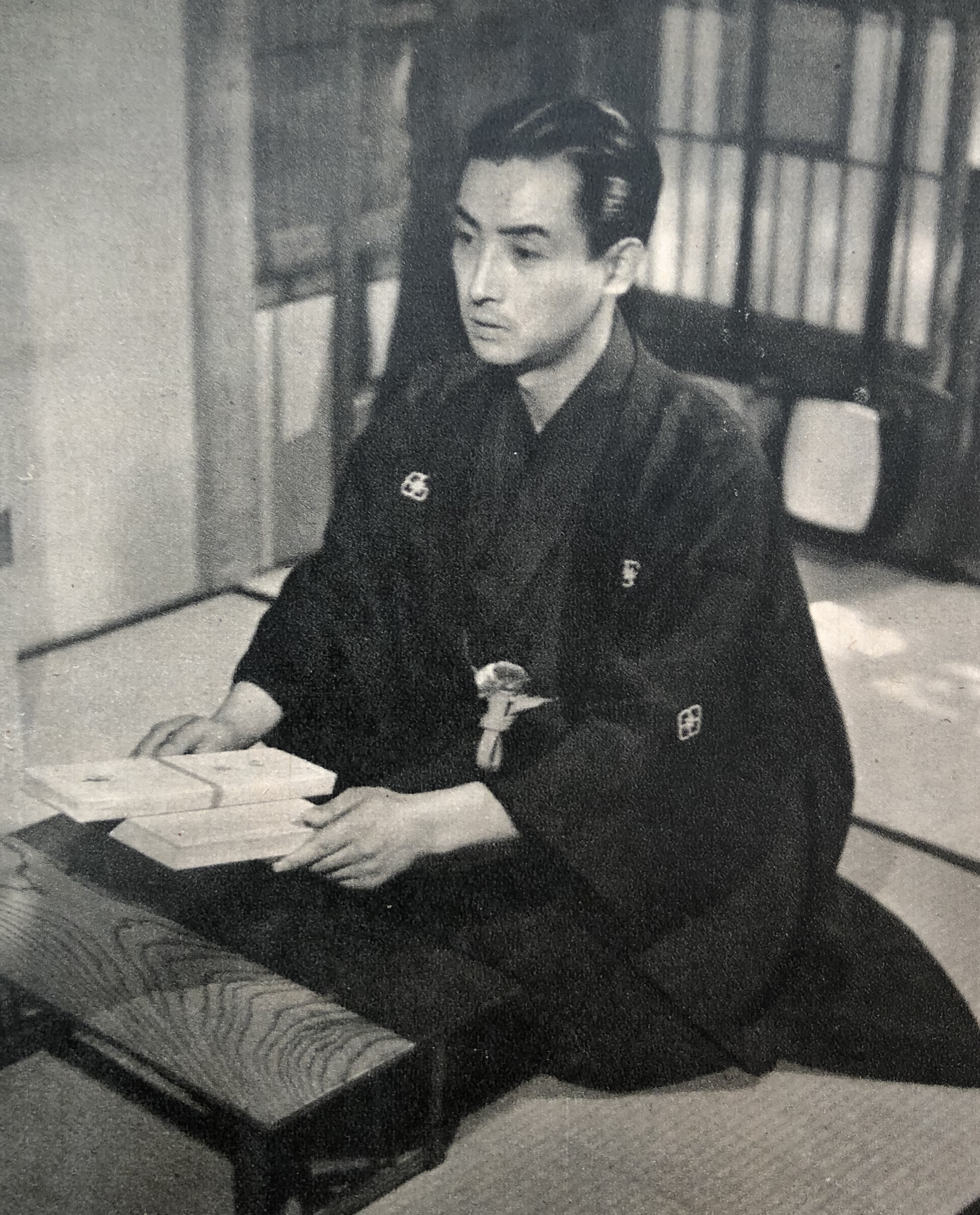
1954年

長唄の六代目杵屋弥三郎の子。七代目坂東三津五郎に師事して日本舞踊を学ぶ。暁星学園を経て、1949年(昭和24年)東京音楽学校(現・東京藝術大学)邦楽科卒業。1954年(昭和29年）東映に入社し、『雪之丞変化』でデビュー。端整な容貌と日本舞踊で鍛えたしなやかな身のこなしで人気を集め、中村錦之助、大川橋蔵らと共に東映時代劇の黄金期を支えた。1960年代半ば、時代劇の衰退に伴い当時の東映京都撮影所長・岡田茂が時代劇を切り捨て、任侠路線に急転換したため、これに反撥して、中村錦之助（萬屋錦之介）、里見浩太朗らと1965年に東映の俳優組合（東映俳優クラブ組合）を結成し副代表になった。千代之介は岡田に長年ギャラを値切られ続け、一年干された挙句、「キャバレーに出るなら世話してやろう」などと言われ、堪忍袋の緒が切れたといわれる。しかし後援会長の座館経営者から「赤旗を振るようなことがあったら会長を退くから」と叱られ、岡田に説得され、副代表辞任と同時に1965年11月東映を退社した。千代之介は「岡田茂だけは許せない」と長年恨みを言っていたといわれる。
1972年、「日本舞踊若菜流」を創設。家元「三世 若菜伊三郎」としての活動が中心となり、多くの弟子を育てた。
1965年11月30日、宝塚歌劇団出身の女優・千之赫子（ちの かくこ）とお見合い結婚。1966年、映画「男の顔は切り札」で赫子と共演。1968年、長男（俳優：若菜孝史　現：四世 若菜伊三郎）を儲ける。その後、長女も儲けたが、1985年に赫子と死別。1987年再婚。1991年、次男誕生。
テレビ番組では『クイズ面白ゼミナール』に「東千代之介チーム」リーダーとして準レギュラー出演。林海象監督作品『ZIPANG』では達者な名古屋弁をしゃべる徳川家康役を演じた。
2000年11月9日左心不全、慢性腎不全のため死去。74歳没。

## 評価
東映では中村錦之助や大川橋蔵、他社では市川雷蔵など千代之介と同時代に活躍し成功した歌舞伎出身の映画スターたちは、いずれも当時の梨園の内部事情などから映画俳優業に挑戦するにあたってまず歌舞伎との縁を切ることを強いられており、たとえ映画俳優として失敗しようとも歌舞伎の世界へは戻れない状況であった。また、錦之助は四男坊、橋蔵や雷蔵は養子と、血筋や長幼の序が大きくものをいう歌舞伎の世界では元々から脇役止まりがほぼ確実という出世の難しい出自であり、いずれも映画会社からスター候補として迎えられたとはいえ、精神的にハングリーな状態に追い詰められた逆境から銀幕で這い上がらなければならなかった。
それに対して日本舞踊の世界に身を置いたまま俳優業を行うことができた千代之介には、俳優として成功できなくても日舞に戻れるという精神的余裕があった分だけ、錦之助や橋蔵と比較して「成功欲に乏しかった」面があると言われている。このように競争意識や覇気に欠ける一面のためか、昭和30年代後半になると主演から外れることが多く、早い時期から東映製作のテレビ映画に出演することが多くなり、東映の映画製作陣はオールスター映画では錦之助や橋蔵と同格のキャスティングにする配慮を見せたものの、実際は後輩の里見浩太郎にさえ追い抜かれたと思われていた。
しかし、その一方で、金銭関係や男女関係・違法行為などにまつわる不祥事とは全く無縁の人物でもあった。また、常に腰が低く、子供を含めたファンやスタッフへも親切かつ丁寧に対応する常識人であり、結婚後は善き家庭人でもあった。
そのような人柄とクリーンなイメージはスタッフからの厚い信頼にも繋がっており、東映を離れた後も、主に東映や東映系のスタッフが制作に関連する数多くの映像作品で出演依頼を受け、俳優として大御所的な存在になってからも、重要な役どころを演じ続けた。その活躍は時代劇や現代劇のみならず、バラエティ番組や子供向けの特撮番組(例バトルフィーバーJ)まで多岐に渡る。
東映の時代劇映画全盛期を支えた人気俳優ながらも、度々低年齢層向けの時代劇映画に出演し、その後も子供向け作品に対する理解を持っていた人物であった。
また端整な容貌と日舞で鍛えられた優美な挙措は子供向けの活劇でもいかんなく発揮された。テレビ時代が到来した後にも、1979年放送のスーパー戦隊シリーズ第3作『バトルフィーバーJ』で、バトルフィーバー隊の司令官・倉間鉄山将軍役で不定期ながらレギュラー出演していた。劇中では、主人公の若者たちを厳しく鍛えつつも愛情深く見守る重要な役どころで人気を博し、また千代之介自身が立ち回りを繰り広げる場面も用意された。これ以降、スーパー戦隊シリーズを含む東映の子供向け特撮作品においては司令官など“主人公たちの後ろ盾”という重要な役柄で著名な中堅・ベテラン俳優の出演枠が度々設けられている。錦・千代時代とまで言われ会社を代表したトップスターが特撮番組の準レギュラーをつとめた例は非常に少ない。
マキノ雅弘は「東千代之介は、橋蔵がデビューする前までは錦之介とライバル視されていた主演スターだったけど、落ちていっちゃった。錦之介や橋蔵ほど、主役としての"我"が強くなかったからだろうな。踊りの師匠でじゅうぶん食えたのに、周囲のすすめで気の進まないまま映画に入って、あっという間にスターになったから、戸惑ったんだろうね。内向的で、監督のいう通りできないと『俺は役者はダメじゃないか』としょっちゅう考えたんじゃないかな。千代之介みたいな落ち方をみると、スターであり続けるというのは、運以上に当人のパーソナリティがものをいうと思うね」と評している。

## 出演

### 映画
※日本映画データベースより作成
- 雪之丞変化（1954年、東映京都）
  - 雪之丞変化 第一部 復讐の恋
  - 雪之丞変化 第二部 復讐の舞
  - 雪之丞変化 第三部 復讐の剣
- 新諸国物語（東映京都）

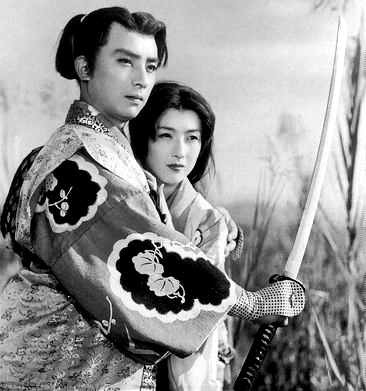
『里見八犬伝』（1954）。右は千原しのぶ。

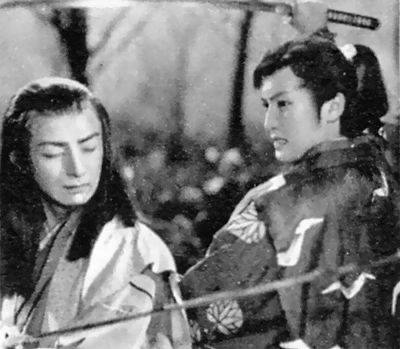
『新諸国物語 紅孔雀 第三篇 月の白骨城』(1955) 右は中村錦之助。

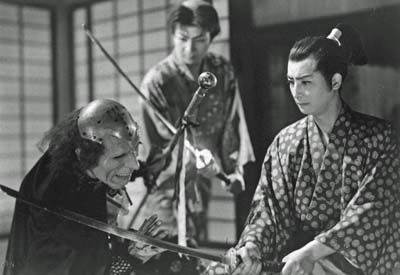
『面白童子 第一篇 ギヤマンの秘密』(1955） 右から東、伏見扇太郎、吉田義夫。

  - 新諸国物語 笛吹童子（1954年） - 萩丸 役
    - 新諸国物語 笛吹童子 第一部 どくろの旗
    - 新諸国物語 笛吹童子 第二部 幼術の闘争
    - 新諸国物語 笛吹童子 第三部 満月城の凱歌

  - 新諸国物語 紅孔雀（1954年 - 1955年）　
    - 新諸国物語 紅孔雀 第一篇（1954年） - 浮寝丸 役
    - 新諸国物語 紅孔雀 第二篇 呪いの魔笛（1955年）
    - 新諸国物語 紅孔雀 第三篇 月の白骨城（1955年）
    - 新諸国物語 紅孔雀 第四篇 剣盲浮寝丸（1955年）
    - 新諸国物語 紅孔雀 完結篇 廃墟の秘宝（1955年）

  - 新諸国物語 七つの誓い（1956年 - 1957年）
    - 新諸国物語 七つの誓い 黒水仙の巻 （1956年）
    - 新諸国物語 七つの誓い 奴隷船の巻 （1957年）
    - 新諸国物語 七つの誓い 凱旋歌の巻 （1957年）
- 里見八犬伝（1954年、東映京都）
  - 里見八犬伝 第一部 妖刀村雨丸
  - 里見八犬伝 第二部 芳流閣の龍虎
  - 里見八犬伝 第三部 怪猫乱舞
  - 里見八犬伝 第四部 血盟八剣士
  - 里見八犬伝 完結篇 暁の勝鬨
- 霧の小次郎（1954年、東映京都）
  - 霧の小次郎 第一部 金龍銀虎
  - 霧の小次郎 第二部 魔術妖術
  - 霧の小次郎 完結篇 三日月童子
- 蛇姫様（1954年、東映京都）
  - 蛇姫様 第一部 千太郎あで姿
  - 蛇姫様 第二部 緋牡丹地獄
  - 蛇姫様 第三部 恋慕街道
- 三日月童子（1954年、東映京都） - 主演・三日月童子 役
  - 三日月童子 第一篇 剣雲槍ぶすま
  - 三日月童子 第二篇 天馬空を征く
  - 三日月童子 完結篇 万里の魔境
- 竜虎八天狗（1954年、東映京都） - 真田大助 役
  - 竜虎八天狗 第一部 水虎の巻
  - 竜虎八天狗 第二部 火龍の巻
  - 竜虎八天狗 第三部 鳳凰の巻
  - 竜虎八天狗 完結篇 追撃の巻
- 新選組鬼隊長（1954年、東映京都）
- 大江戸千両囃子（1955年、東映京都）
- 勢ぞろい喧嘩若衆（1955年、東映京都）
- 侍ニッポン 新納鶴千代 （1955年、東映京都） - 新納鶴千代 役
- 百面童子（東映京都） - 百面童子 / 左源太 役
  - 百面童子 第一篇 ギヤマンの秘密
  - 百面童子 第二篇 サタンの窟
  - 百面童子 第三篇 バテレンの宴
  - 百面童子 完結篇 イスラムの女王
- 阿修羅四天王（1955年、東映京都）
- サラリーマン 目白三平 （1955年、東映東京） - 同若主人 役
- 闇太郎変化（1955年、東映京都）
- ふり袖侠艶録（1955年、東映京都）
- 怪談牡丹燈籠（1955年、東映京都） - 萩原新三郎 役
- 椿説弓張月（1955年、東映京都） - 鎮西八郎為朝 役
  - 弓張月 第一篇 筑紫の若武者
  - 弓張月 第二篇 運命の白縫姫
  - 弓張月 完結篇 南海の覇者
- 歌舞伎十八番「鳴神」 美女と怪龍 （1955年、東映京都） - 文屋豊秀 役
- ふり袖小天狗（1955年、東映京都）
- 雄呂血の秘宝（1955年、東映京都）
  - 雄呂血の秘宝 前編
  - 雄呂血の秘宝 完結後篇
- 赤穂浪士（1956年、東映京都） - 浅野内匠頭 役
  - 赤穂浪士 天の巻
  - 赤穂浪士 地の巻
- 羅生門の妖鬼（1956年、東映京都） - 渡辺綱 役
- 忍術左源太（1956年、東映京都）
- 名君剣の舞（1956年、東映京都）
- 剣豪二刀流（1956年、東映京都）
- 白扇 みだれ黒髪（1956年、東映京都） - 民谷伊右衛門 役
- 剣法奥儀 飛剣鷹の羽（1956年、東映京都）
- 異国物語 ヒマラヤの魔王 （1956年、東映京都） 
  - 異国物語 ヒマラヤの魔王 双竜篇
  - 異国物語 ヒマラヤの魔王 日月篇
- 満月あばれ笠 （1956年、東映京都）
- 夕日と拳銃（1956年、東映東京） - 伊達麟之介 役
  - 夕日と拳銃 日本篇
  - 夕日と拳銃 大陸篇
- 曽我兄弟 富士の夜襲 （1956年、東映京都） - 曾我十郎祐成 役
- やくざ大名 （1956年、東映京都） - 秀千代君 役
- 鞍馬天狗（1956年 - 1959年、東映京都） - 鞍馬天狗 役
  - 鞍馬天狗 第一話 白馬の密使（1956年）
  - 鞍馬天狗 角兵衛獅子（1957年）
  - 鞍馬天狗 御用盗異聞（1957年）
  - 鞍馬天狗 （1959年）
- 神変美女桜 （1956年、東映京都） - 秋月十太夫 役
- 純情部隊（1957年、東映東京）
- 任侠清水港（1957年、東映京都）
- 若獅子大名（1957年、東映京都）
  - 若獅子大名 前編
  - 若獅子大名 完結篇
- ふり袖捕物帖 ちりめん駕籠 （1957年、東映京都） - 秋山要次郎 役
- 日清戦争風雲秘話 霧の街（1957年、東映京都） - 浅香礼一郎 役
- 怪談番町皿屋敷（1957年、東映京都） - 青山播磨 役
- 水戸黄門（1957年 - 1960年、東映京都） - 佐々木助三郎 役
  - 水戸黄門（1957年）
  - 水戸黄門 天下の副将軍 （1959年）
  - 水戸黄門 （1960年）
- 満月乙女笠（1957年、東映京都）
- 佐々木小次郎（1957年、東映京都）
  - 佐々木小次郎 前編
  - 佐々木小次郎 後篇
- 任侠東海道 （1958年、東映京都） - 大瀬の半五郎 役
- 素っ飛び笠 （1958年、東映京都）
- 忍術水滸伝 稲妻小天狗（1958年、東映京都）
- 江戸の花笠（1958年、東映京都）
- 丹下左膳（1958年、東映京都） - 将軍吉宗 役
- ひばり捕物帖（1958年 - 1960年、東映京都） - 佐々木兵馬 役 
  - ひばり捕物帖 かんざし小判（1958年）
  - ひばり捕物帖 自雷也小判（1958年）
  - ひばり捕物帖 ふり袖小判 （1959年）
  - ひばり捕物帖 折鶴駕篭（1960年）
- 大菩薩峠（1958年、東映京都） - 駒井能登守 役 
  - 大菩薩峠 第二部（1958年）
  - 大菩薩峠 完結篇 （1959年、東映京都）
- 大江戸七人衆（1958年、東映京都）
- 伊那の勘太郎（1958年、東映京都） - 伊那の勘太郎 役
- 血汐笛（1958年、東映京都） - きらら主水 役
- 新選組（1958年、東映京都） - 鞍馬天狗
- 旗本退屈男（1958年 - 1959年、東映京都） - 百々地三之丞 役
  - 旗本退屈男（1958年）
  - 旗本退屈男 謎の大文字 （1959年）
  - 旗本退屈男 謎の七色御殿（1961年）
  - 旗本退屈男 謎の珊瑚屋敷（1962年）
  - 旗本退屈男 謎の龍神岬 （1963年）
- 喧嘩太平記（1958年、東映京都） - 木場小六 役
- 隠密七生記（1958年、東映京都）
- 唄祭り かんざし纏 （1958年、東映京都）
- 忠臣蔵（1959年、東映京都） - 岡島八十右衛門
  - 忠臣蔵 櫻花の巻
  - 忠臣蔵 菊花の巻
- たつまき奉行（1959年、東映京都）
- 紅だすき喧嘩状（1959年、東映京都）
- ふたり若獅子（1959年、東映京都）
- 血闘水滸伝 怒濤の対決 （1959年、東映京都）
- 大岡政談 千島の印篭 （1959年、東映京都）
- 長七郎旅日記（1959年、東映京都）
  - 長七郎旅日記 魔の影法師
  - 長七郎旅日記 はやぶさ天狗
- 任侠中仙道（1960年、東映京都）
- 若桜千両槍（1960年、東映京都） - 笹野権三郎 役
- 孔雀秘帖（1960年、東映京都）
- 野狐笛 花吹雪一番纏 （1960年、東映京都）
- 弥太郎笠（1960年、東映京都）
- 浪人市場 朝やけ天狗 （1960年、東映京都）
- 天保六花撰 地獄の花道（1960年、東映京都）
- 暴れん坊兄弟（1960年、東映京都）
- 千両勝負シリーズ（1960年、東映京都） - 獏太郎 役 
  - 嫁さがし千両勝負
  - 恋しぐれ千両勝負
- 半七捕物帖 三つの謎（1960年、東映京都）
- 素浪人百万石（1960年、東映京都）
- あばれ駕籠（1960年、東映京都）
- 若き日の次郎長 東海の顔役（1960年、東映京都）
- 花かご道中（1961年、東映京都） - 桜井三四郎 役
- 赤穂浪士（1961年、東映京都） - 堀部安兵衛 役
- さいころ奉行（1961年、東映京都）
- 八荒流騎隊（1961年、東映京都） - 織部 役
- はやぶさ大名（1961年、東映京都） - 林四郎左衛門 役
- 幽霊島の掟（1961年、東映京都）
- 出世武士道（1961年、東映京都） - 夏目小六 役
- 反逆児（1961年、東映京都） - 服部半蔵 役
- ひばり・チエミの弥次喜多道中[14][15]（1962年、東映京都） - 法界坊、秋月七之丞 役[15][16]
- 丹下左膳 乾雲坤竜の巻（1962年、東映京都） - 与吉 役
- あべこべ道中（1962年、東映京都）
- きさらぎ無双剣（1962年、東映京都）- 徳川吉宗 役
- ちいさこべ
  - ちいさこべ 第一部 （1962年、東映京都）
  - ちいさこべ 第二部 （1962年、東映京都）
- 紀州の暴れん坊（1962年、東映京都） - 大岡忠相 役
- 酔いどれ無双剣（1962年、東映京都）
- 柳生武芸帳（1962年 - 1963年、東映京都）
  - 柳生武芸帳 独眼一刀流（1962年）
  - 柳生武芸帳 片目の忍者（1963年）
- 髑髏銭（1962年、東映京都）
- 若ざくら喧嘩纏（1962年、東映京都）
- 薩陀峠の対決（1962年、東映京都）
- 勢揃い東海道（1963年、東映京都）
- 関東遊侠伝 利根の朝焼け（1963年、東映京都）
- 十七人の忍者（1963年、東映京都） - 見沼文蔵 役
- 九ちゃん刀を抜いて（1963年、東映京都）
- めくら狼（1963年、東映京都）
- 無法の宿場（1963年、東映京都）
- 悪坊主侠客伝（1964年、東映京都）
- 沓掛時次郎 遊侠一匹（1966年、東映京都） - 六ツ田の三蔵 役
- 男の顔は切札（1966年、日本電映）
- 金田一耕助の冒険（1979年、角川春樹事務所） - 明智小十郎 役
- ちゃんばらグラフィティー 斬る!（1981年、東映京都）
- ZIPANG（1990年） - 徳川家康 役
- 姐 極道を愛した女・桐子（1993年、ケイエスエス）
- ザ・ハリウッド（1998年、野村企画） - 尾上新乃介 役

### テレビドラマ
- 笛吹童子(1960年 NET)
- 新納鶴千代(1962年 NET)
- 蘭太郎秘聞(1963年 NET)
- 剣(1964年 NET)　[注釈 3]
- 風雪「最後の将軍」(1964年 NHK)　[注釈 4]
- つむじ風三万両(1964年 NTV)
- それからの武蔵(1964年 MBS) - 佐々木小次郎 役　[注釈 5]
- 佐々木小次郎(1965年　MBS) - 佐々木小次郎 役
- 大河ドラマ（NHK）
  - 源義経（1966年） - 平宗盛 役
  - 竜馬がゆく（1968年） - 水原播磨介 役
- 新吾十番勝負 第26話「少年と空と旅」（1967年、TBS / 松竹テレビ室）- 牧主水 役
- 神州天馬侠 （1967年、ABC / 松竹テレビ室）
- 三匹の侍 第4シリーズ 第24話「一匹狼」（1967年、フジテレビ） - 林田一馬 役
- 風 第36話「悲願兄弟鏡」（1968年、TBS・松竹）
- 鞍馬天狗（1969年、NHK） - 勝安房 役
- 水戸黄門 第1部 第28話「隠密無情・磐城」（1970年、TBS・C.A.L）
- 日本怪談劇場（1970年、東京12チャンネル）
  - 第6話「四谷怪談 稲妻の巻」
  - 第7話「四谷怪談 水草の巻」
- 千葉周作 剣道まっしぐら 第14話「生命かけて！」（1971年、TBS）- 池田頼母
- 人形佐七捕物帳 第11話「怪談 捕物三つ巴」（1971年、NET・東宝） - 鵜飼高麗十郎 役
- 天皇の世紀 第8話「降嫁」（1971年、ABC・国際放映）
- 一心太助 第1話「天下の一大事」（1971年、フジテレビ・国際放映） - 松平伊豆守 役
- 弥次喜多隠密道中 第16話「二人の無宿者」（1972年、日本テレビ・歌舞伎座テレビ室）
- 子連れ狼　第一部　第16話「牙の夜」（1973年、日本テレビ・ユニオン映画）-外山喜久馬　役
- バトルフィーバーJ（1979年 - 1980年、テレビ朝日・東映） - 倉間鉄山 役
- 時代劇スペシャル「二人の武蔵」（1981年、フジテレビ・国際放映） - 佐々木小次郎 役
- あんちゃん（1982年 - 1983年、日本テレビ） - 内田国夫 役
- 銭形平次 第833話「対決! 護寺院ヶ原」（1982年、CX・東映） - 春日新十郎 役
- 真田太平記（1985年、NHK） - 柳生石舟斎 役
- 痛快!OL通り（1986年、TBS） - 小佐川役
- 明日はアタシの風が吹く（1989年、日本テレビ）
- 晴のちカミナリ（1989年、NHK）
- 花王名人劇場 裸の大将 第35話「蛍の里エレジー」（1989年、関西テレビ） - 阿部重太郎 役
- 機動刑事ジバン 第30話「美少年小太郎一座の怪人」（1989年、テレビ朝日・東映） - 日本舞踊の家元 役
- 鳴門秘帖：時代劇スペシャル（1990年、TBS、主演：杉良太郎） - 特別出演
- 忠臣蔵（1990年、TBS） - 吉良上野介 役
- 京、ふたり（1990年 - 1991年、NHK連続テレビ小説）

### バラエティ番組
- クイズ面白ゼミナール（1981年 - 1988年、NHK総合）

他多数

## 舞台
- 鳴門秘帖 (1979年)

## 受賞歴
- 1996年（平成8年） - 第6回日本映画批評家大賞 ゴールデン・グローリー賞